# وين أمب
وين آمب (بالإنجليزية: Winamp)‏ هو مشغل وسائط; احتكاري/مجاني/تجريبي تم كتابته وتطويره من طرف شركة نل سوفت (بالإنجليزية: Nullsoft)‏ وتمتلكه الآن شركة إيه أو إل (بالإنجليزية: AOL)‏، تم إطلاق أول نسخة من هذا البرنامج 21 أبريل سنة 1997 وكانت مخصصة فقط للحاسوب الشخصي (بالإنجليزية: PC)‏ وتحديدا لنظام الويندوز; يشتهر هذا المشغل بأشياء كثيرة منها الإضافات، الثيم، التصور (بالإنجليزية: Visualization)‏، مكتبة الوسائط. ولقد تم تطوير هذا البرنامج بشكل جذري من طرف جوستين فرانكل، ديمتري بولديريف، شيفا آيادوراي.

## وصلات خارجية
- الموقع الرسمي